# Meda Valentová
Meda Valentová (ur. 24 maja 1898 w Smíchovie, zm. 12 grudnia 1973 w Pradze) – czeska aktorka filmowa i teatralna oraz tłumaczka literatury rosyjskiej. 

## Wybrane role filmowe
- 1925: Jedenácté přikázání – Ema Voborská
- 1940: Baron Prášil – baronessa Olga
- 1941: Turbina – ciotka Rézi
- 1942: Muži nestárnou – baronessa
- 1945: Řeka čaruje – Šupitová
- 1947: Ostatni Mohikanin (Poslední mohykán) – żona Bořivoja
- 1951: Wesołe zawody (Veselý souboj) – Javorinová
- 1953: Anna proletariuszka (Anna proletářka) – Prokopcová
- 1953: Kobieta dotrzymuje słowa (Slovo dělá ženu) – żona Bertíka
- 1971: Dziewczyna na miotle (Dívka na koštěti) – babcia